# 2024年3月逝世人物列表
2024年逝世人物列表：1月 - 2月 - 3月 - 4月 - 5月 - 6月 - 7月 - 8月 - 9月 - 10月 - 11月 - 12月
2024年3月逝世人物列表，是用于汇总2024年3月期间逝世人物的列表。

## 依日期排序

### 31日
- 妮约莱·薩杜奈特，85歲，立陶宛天主教修女、持不同政見者，參與編纂地下書報《立陶宛天主教會記事》。[1]
- 帕維爾·斯沃亞諾夫斯基（捷克語：Pavel Svojanovský），80歲，捷克男子賽艇運動員。[2]
- 芭芭拉·拉什（英语：Barbara Rush），97歲，美國女演員。[3]
- 薗部儀三郎，112歲146天，日本超級人瑞。[4]

### 30日
- 李文富，55歲，台灣教育研究學者，教育部國家教育研究院副研究員。在彰化舉行的「美利達彰化經典百K」單車比賽中自摔身亡。[5]
- 宋文漢，86歲，中國人民解放軍副大軍區職退休幹部、曾任原廣州軍區副司令員。[6][7]

### 29日
- 阿末惹佳阿尔比，83岁，马来西亚媒体人，马新社前总编辑与《每日新闻》集团总编辑，2014年国家新闻奖得主。[8]
- 小路易斯·格塞特（英語：Louis Gossett, Jr.），87岁，美國演員。1982年憑藉《軍官與紳士》贏得奧斯卡金像獎最佳男配角獎。[9]
- 朱尔斯·拉坦科马·阿佐迪亚（荷蘭語：Jules Rattankoemar Ajodhia），79歲，蘇里南政治人物，前副總統和前總理。[10]
- 趙錫來，89歲，韓國企業商人，曉星集團第二代會長。[11]
- 錢斯·佩爾多莫（英語：Chance Perdomo），27歲，於英國活躍的美國男演員，交通意外。[12]
- 鈴木健二，95歲，日本節目主持人，曾任日本放送協會主播，第34至36屆NHK红白歌会司儀。衰老。[13]

### 28日
- 黎明詩，59歲，香港歌手。食道癌。[14]
- 馬識途，109歲，中國作家，電影《让子弹飞》劇本原著作者。[15]
- 齊邦媛，100歲，臺灣作家，曾任中興大學外文系、台灣大學外文系教授，代表作有《巨流河》。[16][17]
- 陳隆豐，82歲，台灣律師、紐約台灣會館共同創辦人。[18]

### 27日
- 丹尼爾·康納曼（英語：Daniel Kahneman），90歲，以色列裔美國心理學家，2002年诺贝尔经济学奖得主。[19]
- 喬·李伯曼（英語：Joe Lieberman），82歲，美國政治人物，前參議院議員。[20]

### 26日
- 里查·塞拉（英語：Richard Serra），85歲，美國極簡主義雕塑家和錄影藝術家，以用金屬板組合而成的大型作品聞名。[21]
- 陳鎮源，74歲，香港政府政務官，運輸及房屋局常任秘書長（房屋）兼房屋署署長（2006年—2010年）、政府新聞處處長（1997—2002年）。[22]。

### 25日
- 鄭萬經，97歲，台灣蒸汽火車維修工程師，曾協助復修台鐵CK101號蒸汽機車。[23]
- 安布羅焦·佩拉加利（義大利語：Ambrogio Pelagalli），84歲，義大利男子足球運動員，司職中場、後衛。[24]
- 李秀恒，69歲，香港企業家，金寶集團主席，曾任第九至十二屆全國政協委員、香港廠商會會長。[25]

### 24日
- 厄特沃什·彼得（匈牙利語：Eötvös Péter），80歲，匈牙利作曲家、指揮家。[26]
- 維奧萊塔·克薩達（西班牙語：Violetta Quesada），76歲，古巴女子田徑運動員，主攻短跑。[27]
- 碧姬·嘉西亞（西班牙語：Brigitte García），27歲，厄瓜多爾政治人物，聖文森特縣縣長，被槍殺身亡。[28]
- 薩曼莎·戴維斯（英語：Samantha Davis），53歲，英國女演員，曾和演員丈夫瓦威克·戴維斯（英語：Warwick Davis）共演《哈利波特：死神的聖物Ⅱ》。[29]

### 23日
- 毛里齊奧·波利尼（義大利語：Maurizio Pollini），82歲，義大利鋼琴家。[30]

### 22日
- 程毅中，94岁，中國文史研究者，中华书局原副总编辑、中央文史研究馆馆员。[31]
- 彼得·班尼特，77岁，英格兰足球运动员。[32]
- 刘成斋，97歲，中国人民解放军原38军副军长。[33]

### 21日
- 李继香，58歲，馬來西亞政治人物，雪蘭莪新古毛區州議員。[34][35]
- 弗雷德里克·密特朗（英语：Frédéric Mitterrand），76歲，法國政治人物，尼古拉·薩科吉政府時期的文化部長。已故前總統法蘭索瓦·密特朗侄子。癌症。[36]
- 鄭華娟，60歲，台灣女歌手、流行歌曲詞曲創作者、作家。[37]

### 20日
- 李俊賢，96歲，中國化工學家、中國工程院院士。中國化學推進劑原材料產業的主要創始人之一。[38]
- 馬丁·格林菲爾德（英語：Martin Greenfield），95歲，烏克蘭裔美國裁縫師。[39]
- 王世雄，63歲，台灣政治人物，曾任第一屆第六次增額立法委員，第二屆立法委員。[40]
- 弗諾·文奇（英語：Vernor Vinge），79歲，美國科幻作家。[41]
- 温奈·圭毕达，54岁，泰国男演员，代表作有《鬼夫》，血液感染导致血压极速下降[42]。
- 高世珍，85歲，中華人民共和國政治人物，曾任中共拉薩市委副書記、拉薩市人大常委會主任，西藏自治區政協副主席。[43]

### 19日
- 陸超祺，99歲，中國記者，曾任《人民日報》副總編輯，著有《六四內部日記》。[44]
- 楊士莪，92歲，中國水聲工程學專家，哈爾濱工程大學教授，中國工程院院士。[45]

### 18日
- 托馬斯·斯塔福德（英語：Thomas Patten Stafford），93歲，美國太空人，執行過雙子星6A號、雙子星9A號、阿波羅10號以及阿波羅-聯盟測試計劃任務。[46]

### 17日
- 區鎮樺，43歲，香港政治人物，曾任大埔區議會議員（2004—2021年）。[47]
- 馬亞木，93歲，香港商人，冠荣车行创办人，被誉为「小巴大王」。[48]
- 徐建春，89歲，中國政治人物，中華全國青年聯合會原副主席，山東省人大常委會原副主任。第二、三屆全國人大代表，中共十、十一、十二大代表，第五屆全國政協委員。[49]

### 16日
- 周前，97歲，中國核醫學家，曾任北京協和醫院教授、博士生導師。[50]
- 戴夫·冈瑟（英語：Dave Gunther），86歲，美國籃球員。[51]
- 王孝濤，95歲，中國中藥炮製專家，中國中醫研究院中藥研究所研究員，第六、七、八、九屆全國政協委員。[52]

### 15日
- 何厚華，58歲，台灣流行歌曲作詞人，肝癌、腎癌引發肝昏迷。[53]
- 朱宗軻，85歲，台灣媒體、政治人物，曾任中視總經理、博新多媒體總經理、東森電視總經理、行政院新聞局國內新聞處處長、國民黨文工會副主任。[54]
- 保禄·若瑟·科尔德斯（德語：Paul Josef Cordes），89歲，德國天主教神父，天主教会德國籍枢机及宗座一心委員會荣休主席（英语：Pontifical Council Cor Unum）。[55]
- 陳狄克，76歲，香港演員。[56]

### 14日
- 鄭振香，94歲，中國考古學家。[57]
- 弗兰斯·德瓦尔（荷蘭語：Franciscus Bernardus Maria "Frans" de Waal），75歲，荷兰灵长类学家和动物行为学家[58]。
- 拉瑪拉·施科尼亞（英语：Lamara Chkonia），93歲，前蘇聯格鲁吉亞歌劇女高音演唱家[59]。
- 李瀟茗，25歲，中國音樂人，蟲蟎腈10%懸浮液中毒。（訃告公開日期）[60]
- 林章慶，約55-56歲，中華人民共和國死刑犯，1995年4月14日殺害5歲女童被控故意殺人罪，由泉州市中級人民法院執行注射死刑。[61]
- 寺田農（日語：寺田 農），81歲，日本男演員兼配音員，肺癌。[62]
- 李宇梨，24歲，韓國聲優，死因未公開。[63]

### 13日
- 菲利普·戴高乐（法語：Philippe de Gaulle），102歲，法國政治人物，海軍提督。[64]
- 馬塞羅·甘迪尼（義大利語：Marcello Gandini），86歲，意大利裔的著名汽車設計師。[65]

### 12日
- 馬禮樂（英語：Jeremy Marriott），89歲，香港英籍地產商人和前官員，香港興業執行董事（1989年—1998年）、香港政府政務官（1958年—1970年）。[66]
- 陸廣浩，83歲，台灣電視及電影配音員、演員、導演。[67]
- 陳穎派，91歲，台灣傳統工藝「傳統建築彩繪」工匠。[68]
- 农塔帕·斯里威猜，47岁，泰国制作人兼演员，癌症。[69]

### 11日
- 保羅·亞歷山大（英語：Paul Richard Alexander），78歲，美國律師，在鐵肺中生存最久的小儿麻痹症患者。[70]
- 簡東明，72歲，台灣政治人物，曾任國民黨籍山地原住民立委。[71]
- 埃米利奥·科雷亚（西班牙語：Emilio Correa），70歲，古巴男子拳击运动员，1972年夏季奥林匹克运动会拳击比赛金牌得主[72]。
- 麗莎·拉爾森（瑞典語：Lisa Larson），92歲，瑞典陶藝家[73]。
- 艾瑞克·卡門（英語：Eric Howard Carmen），74歲，美國流行音樂歌手、作曲家、吉他手、鍵盤手（死亡宣佈日期）[74]。
- 周勛初，94歲，中國文史學者，南京大學人文社會學科榮譽資深教授，江蘇省文史研究館原館長。[75]
- 張益福，89歲，中國導演、攝影師、演員。[76]

### 10日
- 花五寶，100歲，中國梅花大鼓演員，第六屆中國曲藝牡丹獎終身成就獎得主。[77]
- 拉特南（英語：K. J. Ratnam），88歲，新加坡國立大學名譽教授、前社會科學院院長。[78]
- 豬股睦美（日語：いのまたむつみ），63歲，日本插畫家、動畫師、漫畫家。[79]
- 任传俊，79歲，原中国石油天然气集团公司副总经理、党组成员（副省部级）[80]

### 9日
- 約翰·巴尼特（英语：John Barnett (whistleblower)），62歲，美國飛機維修工人，1985年起在波音工作32年至品質經理，於2017年退休。吞槍自殺。[81]

### 8日
- 朱能鴻，85歲，中國天文光學望遠鏡專家，中國工程院院士，曾任中国科学院上海天文台副台長。[82]
- 赫伯特·克勒默（德語：Herbert Kroemer），95歲，德裔美國物理學家，2000年諾貝爾物理學獎得主。[83]

### 7日
- 孫正陽，93歲，中國京劇演員。[84]
- 楊辛，102歲，中國哲学家、美学家、书法家。[85]
- 孫命順（韓語：손명순），95歲，前大韓民國第一夫人，韓國第14任總统金泳三妻子。[86]

### 6日
- 五百旗頭真（日語：五百籏頭 眞），80歲，日本政治學者、歷史學者。畢業於京都大學，主研日本政治外交史、日美關係。任熊本縣立大學教授，神戶大學名譽教授；曾任防衛大學校長，東日本大震災復興構想會議議長。急性主動脈剝離。[87][88]
- 陳毓麟，99歲，香港練馬師，曾為1978至1979年度馬季香港冠軍練馬師。[89]
- 卞興才，90歲，中國企業家兼政治人物，三房巷实业集团总公司董事长，江苏省江阴市周庄镇三房巷村原党委书记，唯一一位任職超過50年的书记。[90][91]
- 塞波·阿霍凯宁（芬蘭語：Seppo Ahokainen），72歲，芬蘭冰球運動員。[92]

### 5日
- 陈桂香，99歲，中國人，南京大屠杀幸存者。[93]
- 安東尼奥-佩德羅·凡康賽洛斯（英语：António-Pedro Vasconcelos），84歲，葡萄牙電影導演[94]。
- 劉東昊，年齡不詳，中國互聯網工程師，貴州大數據安全工程研究中心創始人。[95]

### 4日
- 黃永松，80歲，臺灣出版家，《漢聲》雜誌創辦人。[96]
- 芭芭拉·巴爾澤拉尼（英语：Barbara Balzerani），75歲，前義大利極左翼武裝組織「赤軍旅」成員[97]。
- 基斯·賴夫斯（英语：Kees Rijvers），97歲，前荷蘭職業足球運動選手、教練[98]。
- 曾茂朝，92歲，中國計算機科學家，曾任中國科學院計算技術研究所所長、研究員，聯想集團董事長，中國計算機學會副理事長，第八屆全國人大代表。[99]
- TARAKO（日語：たらこ），63歲，日本聲優。代表作是擔任《櫻桃小丸子》中櫻桃子的配音。[100][101]
- 詹姆斯·赫奇斯（英語：James Hedges），85歲，美國政治人物。[102]
- 鄭煥，99歲，台灣作家。[103]
- 沈椿年，91歲，中國人民解放軍副大軍區職退休幹部、原國防科工委副主任。[104][105]
- 王小京，71歲，中國軍事、政治人物，解放軍陸軍軍官。。[106]

### 3日
- 蔡金土，70歲，台灣企業家，家電大廠禾聯碩創辧人暨董事長。[107]
- 賈桂琳·荷西（英语：Jaclyn Jose），60歲，菲律賓電影女演員，2016年第69屆坎城影展最佳女演员獎得主[108]。

### 2日
- 瑟倫·帕珀·波爾森（丹麥語：Søren Pape Poulsen），52歲，丹麥政治人物，保守人民黨黨魁。脑出血。[109]
- 張甲長，78歲，台灣政治人物，民進黨台東縣黨部代理主委、國策顧問。[110]
- 厄贾尔·厄延（英语：Ørjar Øyen），97岁，社会学家，挪威社会学“卑尔根学派”创始人之一，卑尔根大学社会学教授、原校长。[111]

### 1日
- 艾瑞絲·愛普菲爾（英語：Iris Apfel），102歲，美國實業家、室內設計師及時裝指標。[112]
- 孫鈞，97歲，中國隧道與地下建築工程專家。[113]
- 莊日昆，90歲，新加坡政治人物，曾任國會議員、高級政務部長。[114]
- 吳鉉京（朝鲜语：오현경 (1936년)），87歲，韓國演員。[115]
- 許慶祥，84歲，台灣前醫師、投資人，藝人徐熙娣的家翁。[116]
- 靳輝明，89歲，中國馬克思主義哲學家，中國社會科學院研究員。曾任中國人民大學馬克思主義發展史所所長，中共中央宣傳部理論局局長，第九、十屆全國政協委員。[117]
- 鳥山明（日語：鳥山 明），68歲，日本漫畫家，著名漫畫系列《七龙珠》、《IQ博士》原作者。急性硬腦膜下血腫。[118]
- 洛伦佐·拉坦齐（義大利語：Lorenzo Lattanzi），51岁，意大利认识论学者及美学家。[119]

### 日期不詳
- 蕭亮，83歲，香港影視男演員、電視及廣播主持人、旁白及報幕員，於加拿大多倫多家中逝世。[120]